# Faisullah Chodzjajev
Faisullah Ubajdullajevitj Chodzjajev (ryska: Файзулла Убайдуллаевич Ходжаев), född 1896 i Buchara i emiratet Buchara, död 15 mars 1938 i Kommunarka i Moskva, var en bolsjevikisk politiker. Han var åren 1920–1924 ordförande för folkets råd i sovjetrepubliken Buchara och åren 1925–1937 ordförande för folkkommissariernas råd i Uzbekiska SSR.

## Biografi
Faisullah Chodzjajev föddes år 1896 i en uzbekisk familj. År 1916 blev han medlem av den panturkiska rörelsen Jadid. Efter ryska revolutionen sökte Chodzjajev att bilda en bucharisk regering i Kokand med emiren av Buchara som regeringschef.
I samband med den stora terrorn greps Chodzjajev i juli 1937 och åtalades vid den tredje och sista Moskvarättegången för att ha stött kontrarevolutionär verksamhet och tillhört högeroppositionen. Han dömdes till döden och avrättades genom arkebusering.
Faisullah Chodzjajev rehabiliterades 1965.